# Национален отбор по футбол на Хондурас
Националният отбор по футбол на Хондурас представя страната на международни футболни срещи. Контролира се от Хондураската футболна асоциация.
Отборът се състезава в КОНКАКАФ. Член е на ФИФА от 1946 г. Участва на световното първенство през 1982 година в Испания, когато е елиминиран в първата групова фаза, и участие в група H на световното първенство през 2010 г. в ЮАР.
През 1981 година отборът печели Северноамериканската лига.